# Elmo Kambindu
Elmo Kambindu (Otjiwarongo, 26 maggio 1993) è un calciatore namibiano, attaccante dell'AmaZulu.

## Carriera

### Nazionale
Viene convocato per la prima volta dal CT Ronnie Kanalelo per la sfida del 26 luglio 2019 contro Comore valevole per le qualificazioni per il Campionato delle nazioni africane 2020 vinta 2-0 con una sua doppietta.

## Statistiche

### Presenze e reti nei club
| Stagione             | Club                 | Campionato           | Campionato | Campionato | Coppe nazionali | Coppe nazionali | Coppe nazionali | Coppe continentali | Coppe continentali | Coppe continentali | Supercoppe | Supercoppe | Supercoppe | Totale | Totale |
| Stagione             | Club                 | Comp                 | Pres       | Reti       | Comp            | Pres            | Reti            | Comp               | Pres               | Reti               | Comp       | Pres       | Reti       | Pres   | Reti   |
| -------------------- | -------------------- | -------------------- | ---------- | ---------- | --------------- | --------------- | --------------- | ------------------ | ------------------ | ------------------ | ---------- | ---------- | ---------- | ------ | ------ |
| 2022-2023            | Chippa United        | PD                   | 14         | 0          | NC              | 2               | 0               | -                  | -                  | -                  | -          | -          | -          | 16     | 0      |
| 2023-2024            | Chippa United        | PD                   | 14         | 4          | NC+CK           | 4+1             | 1+0             | -                  | -                  | -                  | -          | -          | -          | 19     | 5      |
| 2024-gen.2025        | Chippa United        | PD                   | 7          | 4          | NC+CK           | 0+1             | 0               | -                  | -                  | -                  | -          | -          | -          | 8      | 4      |
| Totale Chippa United | Totale Chippa United | Totale Chippa United | 35         | 8          |                 | 8               | 1               |                    | -                  | -                  |            | -          | -          | 43     | 9      |
| gen.-giu. 2025       | AmaZulu              | PD                   | 11         | 4          | NC+CK           | 1+0             | 0               | -                  | -                  | -                  | -          | -          | -          | 12     | 4      |
| Totale Carriera      | Totale Carriera      | Totale Carriera      | 46         | 12         |                 | 9               | 1               |                    | -                  | -                  |            | -          | -          | 55     | 13     |

### Cronologia presenze e reti in nazionale
| Cronologia completa delle presenze e delle reti in nazionale ― Namibia | Cronologia completa delle presenze e delle reti in nazionale ― Namibia | Cronologia completa delle presenze e delle reti in nazionale ― Namibia | Cronologia completa delle presenze e delle reti in nazionale ― Namibia | Cronologia completa delle presenze e delle reti in nazionale ― Namibia | Cronologia completa delle presenze e delle reti in nazionale ― Namibia | Cronologia completa delle presenze e delle reti in nazionale ― Namibia | Cronologia completa delle presenze e delle reti in nazionale ― Namibia |
| Data                                                                   | Città                                                                  | In casa                                                                | Risultato                                                              | Ospiti                                                                 | Competizione                                                           | Reti                                                                   | Note                                                                   |
| ---------------------------------------------------------------------- | ---------------------------------------------------------------------- | ---------------------------------------------------------------------- | ---------------------------------------------------------------------- | ---------------------------------------------------------------------- | ---------------------------------------------------------------------- | ---------------------------------------------------------------------- | ---------------------------------------------------------------------- |
| 26-7-2019                                                              | Mitsamiouli                                                            | Comore                                                                 | 0 – 2                                                                  | Namibia                                                                | Qual. Campionato delle Nazioni Africane 2020 - 2º turno                | 2                                                                      |                                                                        |
| 4-8-2019                                                               | Windhoek                                                               | Namibia                                                                | 0 – 0                                                                  | Comore                                                                 | Qual. Campionato delle Nazioni Africane 2020 - 2º turno                | -                                                                      |                                                                        |
| 22-9-2019                                                              | Antananarivo                                                           | Madagascar                                                             | 1 – 0                                                                  | Namibia                                                                | Qual. Campionato delle Nazioni Africane 2020 - 3º turno                | -                                                                      |                                                                        |
| 19-10-2019                                                             | Windhoek                                                               | Namibia                                                                | 2 – 0                                                                  | Madagascar                                                             | Qual. Campionato delle Nazioni Africane 2020 - 3º turno                | 2                                                                      |                                                                        |
| 9-11-2019                                                              | Windhoek                                                               | Namibia                                                                | 0 – 2                                                                  | Zambia                                                                 | Amichevole                                                             | -                                                                      |                                                                        |
| 13-11-2019                                                             | Windhoek                                                               | Namibia                                                                | 2 – 1                                                                  | Ciad                                                                   | Qual. Coppa d'Africa 2021                                              | -                                                                      | 62’                                                                    |
| 8-10-2020                                                              | Phokeng                                                                | Sudafrica                                                              | 1 – 1                                                                  | Namibia                                                                | Amichevole                                                             | -                                                                      | 46’                                                                    |
| 13-11-2020                                                             | Bamako                                                                 | Mali                                                                   | 1 – 0                                                                  | Namibia                                                                | Qual. Coppa d'Africa 2021                                              | -                                                                      | 68’ 84’                                                                |
| 17-11-2020                                                             | Windhoek                                                               | Namibia                                                                | 1 – 2                                                                  | Mali                                                                   | Qual. Coppa d'Africa 2021                                              | 1                                                                      | 40’                                                                    |
| 19-1-2021                                                              | Limbe                                                                  | Guinea                                                                 | 3 – 0                                                                  | Namibia                                                                | Campionato delle Nazioni Africane 2020 - 1º turno                      | -                                                                      |                                                                        |
| 23-1-2021                                                              | Limbe                                                                  | Namibia                                                                | 0 – 1                                                                  | Tanzania                                                               | Campionato delle Nazioni Africane 2020 - 1º turno                      | -                                                                      | 60’                                                                    |
| 27-1-2021                                                              | Limbe                                                                  | Namibia                                                                | 0 – 0                                                                  | Zambia                                                                 | Campionato delle Nazioni Africane 2020 - 1º turno                      | -                                                                      |                                                                        |
| 7-7-2021                                                               | Port Elizabeth                                                         | Senegal                                                                | 1 – 2                                                                  | Namibia                                                                | COSAFA Cup 2021 - 1º turno                                             | 1                                                                      |                                                                        |
| 11-7-2021                                                              | Port Elizabeth                                                         | Namibia                                                                | 2 – 0                                                                  | Zimbabwe                                                               | COSAFA Cup 2021 - 1º turno                                             | 1                                                                      |                                                                        |
| 13-7-2021                                                              | Port Elizabeth                                                         | Malawi                                                                 | 1 – 1                                                                  | Namibia                                                                | COSAFA Cup 2021 - 1º turno                                             | 1                                                                      |                                                                        |
| 14-7-2021                                                              | Port Elizabeth                                                         | Mozambico                                                              | 1 – 0                                                                  | Namibia                                                                | COSAFA Cup 2021 - 1º turno                                             | -                                                                      | 9’                                                                     |
| 2-9-2021                                                               | Johannesburg                                                           | Namibia                                                                | 1 – 1                                                                  | Rep. del Congo                                                         | Qual. Mondiali 2022                                                    | -                                                                      | 65’                                                                    |
| 5-9-2021                                                               | Lomé                                                                   | Togo                                                                   | 0 – 1                                                                  | Namibia                                                                | Qual. Mondiali 2022                                                    | 1                                                                      | 86’                                                                    |
| 9-10-2021                                                              | Thiès                                                                  | Senegal                                                                | 4 – 1                                                                  | Namibia                                                                | Qual. Mondiali 2022                                                    | -                                                                      | 60’ 70’                                                                |
| 12-10-2021                                                             | Johannesburg                                                           | Namibia                                                                | 1 – 3                                                                  | Senegal                                                                | Qual. Mondiali 2022                                                    | -                                                                      | 85’                                                                    |
| 11-11-2021                                                             | Brazzaville                                                            | Rep. del Congo                                                         | 1 – 1                                                                  | Namibia                                                                | Qual. Mondiali 2022                                                    | -                                                                      | 59’                                                                    |
| 15-11-2021                                                             | Johannesburg                                                           | Namibia                                                                | 0 – 1                                                                  | Togo                                                                   | Qual. Mondiali 2022                                                    | -                                                                      | 60’ 71’                                                                |
| 4-6-2022                                                               | Johannesburg                                                           | Namibia                                                                | 1 – 1                                                                  | Burundi                                                                | Qual. Coppa d'Africa 2023                                              | -                                                                      | 90+1’                                                                  |
| 24-3-2023                                                              | Yaoundé                                                                | Camerun                                                                | 1 – 1                                                                  | Namibia                                                                | Qual. Coppa d'Africa 2023                                              | -                                                                      | 73’                                                                    |
| 20-6-2023                                                              | Dar es Salaam                                                          | Burundi                                                                | 3 – 2                                                                  | Namibia                                                                | Qual. Coppa d'Africa 2023                                              | -                                                                      | 67’                                                                    |
| 5-7-2023                                                               | Durban                                                                 | Sudafrica                                                              | 1 – 1                                                                  | Namibia                                                                | COSAFA Cup 2023 - 1º turno                                             | 1                                                                      | 65’                                                                    |
| 8-7-2023                                                               | Durban                                                                 | Namibia                                                                | 1 – 2                                                                  | eSwatini                                                               | COSAFA Cup 2023 - 1º turno                                             | -                                                                      | 78’                                                                    |
| 15-11-2023                                                             | Malabo                                                                 | Guinea Equatoriale                                                     | 0 – 3                                                                  | Namibia                                                                | Qual. Mondiali 2026                                                    | -                                                                      | 63’                                                                    |
| 13-11-2024                                                             | Johannesburg                                                           | Namibia                                                                | 0 – 0                                                                  | Camerun                                                                | Qual. Campionato delle Nazioni Africane 2024                           | -                                                                      | 64’ 79’                                                                |
| 19-11-2024                                                             | Polokwane                                                              | Kenya                                                                  | 0 – 0                                                                  | Namibia                                                                | Qual. Campionato delle Nazioni Africane 2024                           | -                                                                      | 83’                                                                    |
| 20-3-2025                                                              | Lilongwe                                                               | Malawi                                                                 | 0 – 1                                                                  | Namibia                                                                | Qual. Mondiali 2026                                                    | -                                                                      | 76’ 86’                                                                |
| Totale                                                                 |                                                                        | Presenze                                                               | 31                                                                     |                                                                        | Reti                                                                   | 10                                                                     |                                                                        |